# 黑背虹彩鯛
黑背虹彩鯛（学名：Xyrichtys geisha），又名黑背連鰭唇魚、扁礫仔、紅姑娘仔、紅新娘、豎停仔、胭脂冷、角龍、平倍良、黑背楔鯛，为隆頭魚科連鰭唇魚屬下的一个种。